# Pseudodiploexochus cuspidatus
Pseudodiploexochus cuspidatus is een pissebed uit de familie Armadillidae. De wetenschappelijke naam van de soort is voor het eerst geldig gepubliceerd in 1985 door Franco Ferrara & Taiti.